# Farský rybník (Přepychy)
Farský rybník o rozloze vodní plochy 0,01 ha se nalézá na návsi v centru obce Přepychy v okrese Rychnov nad Kněžnou. U rybníka se nalézá kostel svatého Prokopa a roste zde i památná Farská lípa.

## Galerie

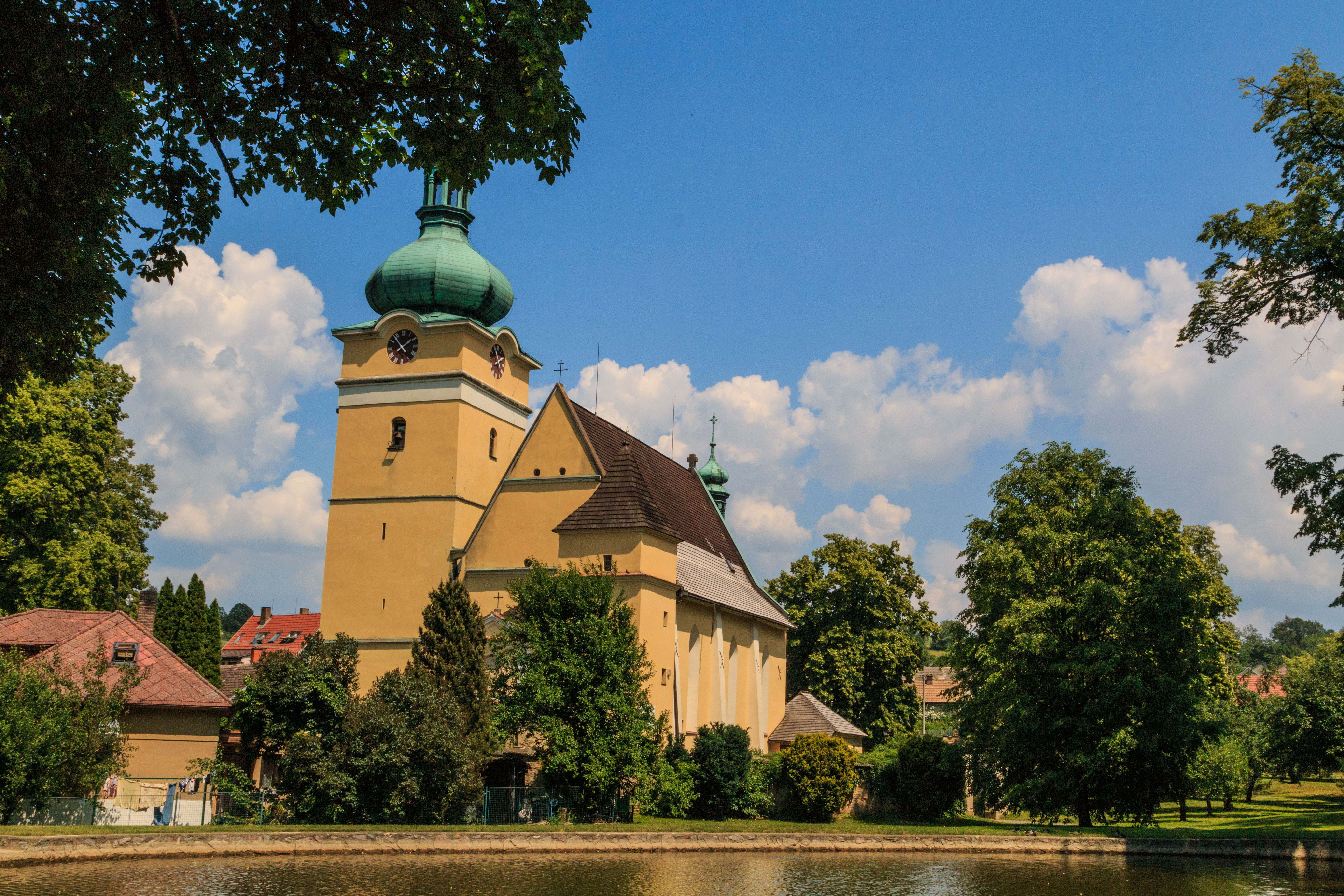
Farský rybník (Přepychy) a kostel svatého Prokopa
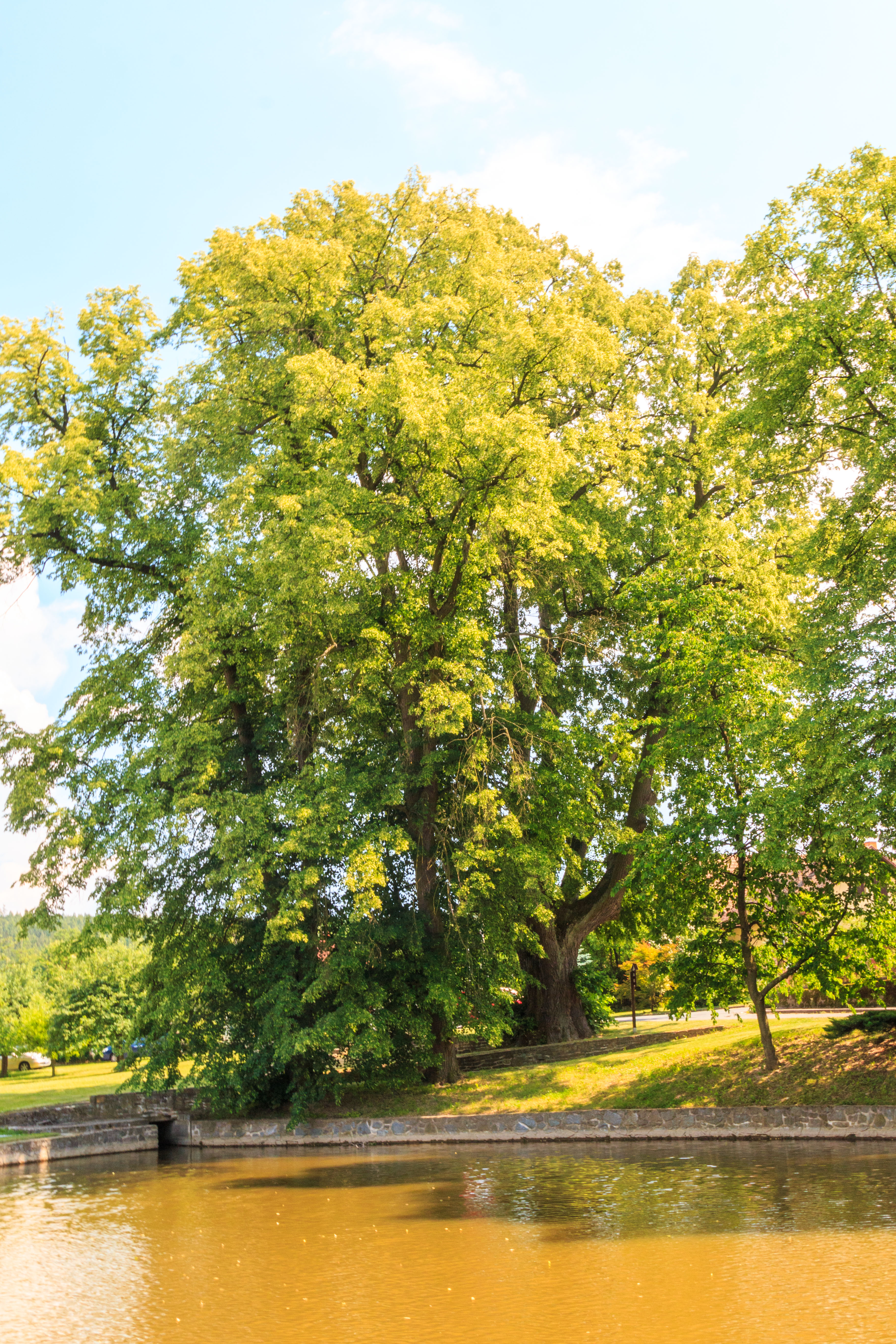
Farský rybník (Přepychy)
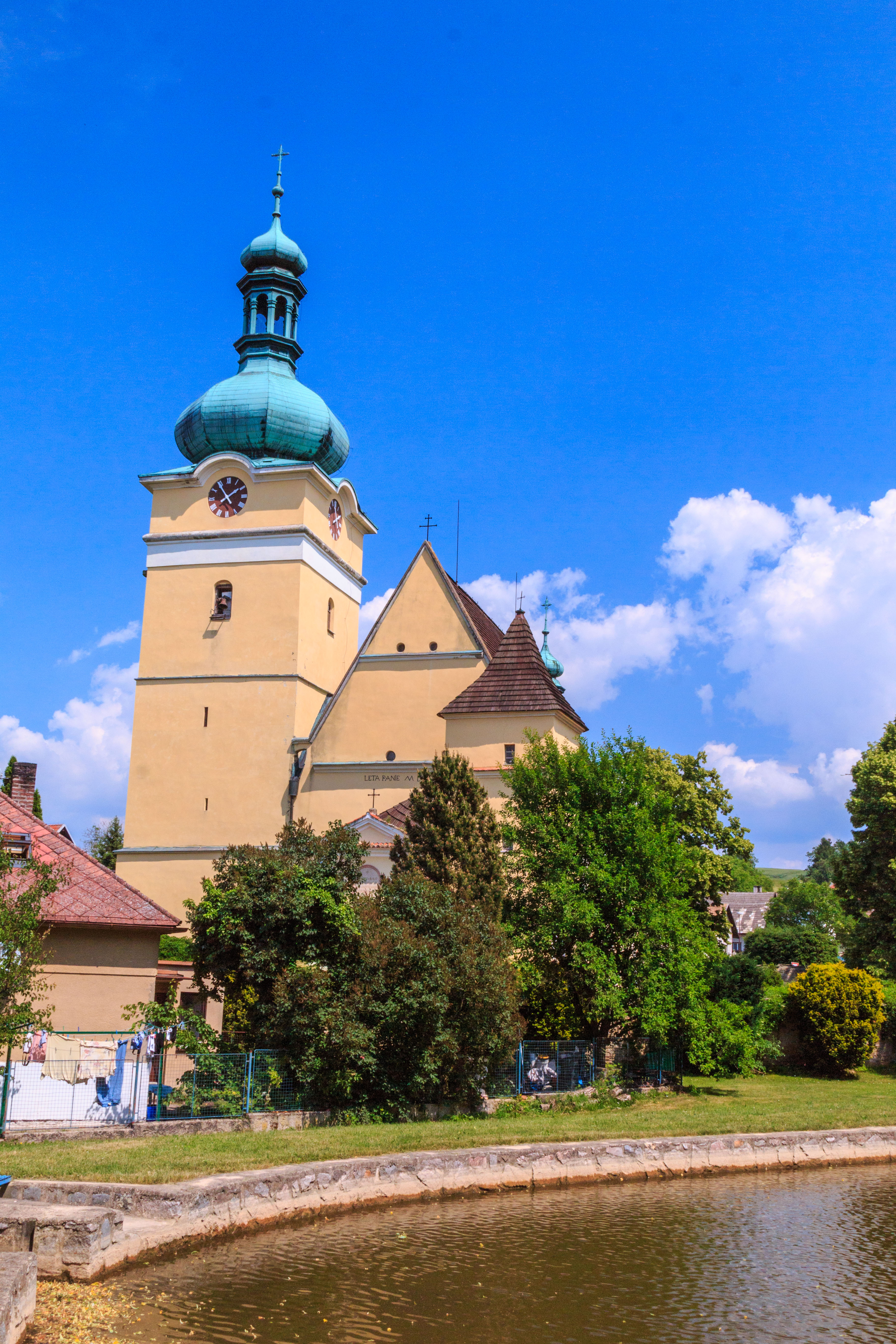
Farský rybník (Přepychy) a kostel svatého Prokopa